# Konrad Bobiatyński
Konrad Artur Bobiatyński (ur. 28 czerwca 1977 w Warszawie) – polski historyk, doktor habilitowany nauk humanistycznych, pracownik naukowy Uniwersytetu Warszawskiego, specjalista w zakresie historii nowożytnej, historii Wielkiego Księstwa Litewskiego i historii wojskowości.

## Życiorys
Laureat 22. Olimpiady Historycznej (1996). Ukończył VI Liceum Ogólnokształcące im. Tadeusza Reytana w Warszawie (1996) i studia historyczne na Wydziale Historycznym Uniwersytetu Warszawskiego (2001). W 2006 roku uzyskał stopień naukowy doktora na podstawie rozprawy Michał Kazimierz Pac, wojewoda wileński, hetman wielki litewski. Działalność polityczno-wojskowa, obronionej na Wydziale Historycznym UW, a w 2017 roku habilitował się tamże na podstawie pracy W walce o hegemonię. Rywalizacja polityczna w Wielkim Księstwie Litewskim w latach 1667–1674.
Od 2006 roku pracownik naukowy Wydziału Historycznego UW, od 2023 r. zatrudniony na stanowisku profesora uczelni. Członek Komisji Lituanistycznej PAN (od 2012), redakcji „Rocznika Lituanistycznego” (od 2020) i redakcji „Przeglądu Historycznego” (od 2022). Laureat nagrody Stowarzyszenia Historyków Wojskowości za najlepszą pracę doktorską (2007). Otrzymał medal „Zasłużony dla Olimpiady Historycznej” (2015).

## Publikacje
Autor artykułów naukowych publikowanych w czasopismach i pracach zbiorowych oraz monografii:
- Od Smoleńska do Wilna. Wojna Rzeczypospolitej z Moskwą 1654–1655, Zabrze 2004; seria Bitwy/Taktyka
- Michał Kazimierz Pac – wojewoda wileński, hetman wielki litewski. Działalność polityczno-wojskowa, Warszawa 2008
- Ад Смоленску да Вільні. Вайна Рэчы Паспалітай з Масквіяй (1654–1655 гг.), wyd. I: Мінск 2008, wyd. II: Вильня-Беласток 2011, wyd. III: Смоленск 2014
- W walce o hegemonię. Rywalizacja polityczna w Wielkim Księstwie Litewskim w latach 1667–1674, Warszawa 2016